# Mós (Torre de Moncorvo)
Mós ist eine Gemeinde (Freguesia) im portugiesischen Kreis Torre de Moncorvo. In ihr leben 189 Einwohner (Stand 19. April 2021).